# Erich von Luckwald
Erich Franz von Luckwald (* 19. Februar 1884 in Goslar; † 11. Februar 1969) war ein deutscher Diplomat, der unter anderem zwischen 1934 und 1936 Gesandter im Königreich Albanien war.

## Leben
Er war der zweite Sohn des späteren preußischen Generalleutnants Erich von Luckwald (1852–1929) und dessen Ehefrau Margarethe, geborene von Fiedler. Sein älterer Bruder Franz (* 1880) fiel als Hauptmann im Reserve-Infanterie-Regiment Nr. 64 am 12. Oktober 1914 bei Iwangorod an der Ostfront.
Luckwald leistete nach dem Schulbesuch seinen Militärdienst in der Preußischen Armee ab. Danach begann er 1906 ein Studium der Rechtswissenschaften an der Friedrich-Wilhelms-Universität zu Berlin, das er 1909 abschloss. 1909 legte er auch seine Promotion zum Dr. iur. ab. Im gleichen Jahr trat er nach erfolgreicher Beendigung der Juristischen Staatsexamen zunächst in den Justizdienst von Preußen sowie 1910 in den auswärtigen Dienst des Deutschen Kaiserreiches ein. In den folgenden Jahren wurde er in den Auslandsvertretungen in Antwerpen, Sofia und Sankt Petersburg eingesetzt.
Zu Beginn des Ersten Weltkrieges wurde Luckwald 1914 wieder zum Militärdienst einberufen. Am 15. Juli 1915 wurde er als Legationssekretär dem Großen Hauptquartier zugewiesen und war dort von Februar 1916 bis 1918 als Vertreter des Auswärtigen Amtes tätig. Am 4. März 1917 wurde er Mitarbeiter der Nachrichtenabteilung des Auswärtigen Amtes sowie nach dem Ende des Ersten Weltkrieges zunächst beurlaubt, ehe er seit dem 29. September 1919 ohne Verwendung gestellt und dann aus dem diplomatischen Dienst ausgeschieden war. Er wurde 1921 Mitarbeiter der in Berlin ansässigen Disconto-Gesellschaft.
1926 kehrte Luckwald wieder in den Dienst des Auswärtigen Amtes zurück und war als Nachfolger von Hermann Hoffmann-Fölkersamb zwischen 1926 und 1928 zunächst Vizekonsul sowie zuletzt von 1928 bis 23. Januar 1932 Konsul in Łódź. In dieser Funktion war er wesentlich aggressiver als sein Vorgänger bei der Einforderung der Unterstützung der Reichsregierung für die Unterstützung der deutschen Minderheit in Polen. Er und der deutsche Gesandte in Polen, Ulrich Rauscher, waren entschiedene Unterstützer von August Utta, der die deutsche Minderheit in Zentralpolen im Sejm vertrat.
Ende 1931/Anfang 1932 wechselte er nach Albanien, wo Luckwald die Nachfolge von Siegfried Hey als Geschäftsträger im Konsulat in Tirana übernahm. Die Quellen nennen unterschiedliche Daten („ab 29. Januar 1932 Konsul“ (Biographisches Handbuch des deutschen Auswärtigen Dienstes 1871–1945) respektive „am 24. Dezember 1931 zum Konsul und am 13. Januar 1932 zugleich zum Geschäftsträger in Tirana ernannt“ (Die deutschen diplomatischen Vertretungen in Albanien von 1913 bis 1944)). Zum 27. Oktober 1934 wurde er schließlich Gesandter im Königreich Albanien.
Am 29. Januar 1932 will er der NSDAP beigetreten sein. Dieser Beitritt soll unter dem Decknamen „E.F.Hellmann“ erfolgt sein. De facto anerkannt wurde der Beitritt allerdings zum 1. April 1933 (Mitgliedsnummer 1.370.712). Als Gesandter war er zugleich Leiter des dortigen Verbindungsbüros der NSDAP. Am 11. Dezember 1936 wurde er abgelöst; sein Nachfolger in Tirana wurde Eberhard von Pannwitz, der bislang Gesandtschaftsrat an der Gesandtschaft in Polen war. In den 1930er Jahren ließ er sich in der Potsdamer Berliner Vorstadt vom Architekten Otto von Estorff, ein Landhaus in der Schwanenallee 5 entwerfen und bauen.
Luckwald selbst wurde ab 21. Dezember 1936 Nachfolger von Otto von Radowitz als Generalkonsul in der Freien Stadt Danzig und verblieb auf diesem Posten bis zu seiner Ablösung durch Martin von Janson am 31. März 1938. Danach war er zwischen 1938 und 1943 Mitarbeiter in der Zentrale des Auswärtigen Amtes in Berlin, ehe er zuletzt von 1943 bis 1945 als Nachfolger von Werner Gerlach als Vertreter des Auswärtigen Amtes im Range eines Gesandten beim Reichsprotektor in Böhmen und Mähren fungierte. Von Luckwald gehörte seit 1939 der SS an (SS-Nummer 313.989), bereits 1938 hatte er sich um die Aufnahme als Mitglied bemüht. Der ihm zugeordnete Rang eines SS-Sturmbannführers stand eigentlich im Widerspruch zu seinem damaligen diplomatischen Rang. Erst 1943 hatte den Rang eines Obersturmbannführers.
Am 6. April 1945 gehörte Luckwald zu den Teilnehmern einer Aufführung des Propagandafilms Theresienstadt, als dieser Otto Lehner und Paul Dunant, zwei Delegierten des IRK, gezeigt wurde. Diese wurden vom Schweizer Diplomaten Buchmüller begleitet. Außerdem waren der SS-Standartenführer Erwin Weinmann, der Befehlshaber der Sicherheitspolizei und des SD des Protektorats, sowie als weiterer Mitarbeiter des Auswärtigen Amtes Legationsrat Eberhard von Thadden anwesend.

## Veröffentlichung
- Albanien: Land zwischen Gestern und Morgen. Bildband, München 1942.